# Ček
Ček je vrijednosni papir kojim njegov izdavatelj (trasant) daje nalog drugoj osobi (trasatu) da iz njegova pokrića isplati određeni iznos novca korisniku čeka (remitentu).
Čekovno pravo je skup propisa o čeku.

## Dioba čeka prema njihovom obliku i namjeni

### Gotovinski ček
Gotovinski ček je onaj kojim trasant upućuje trasata da remitentu isplati određeni iznos gotova novca iz njegova pokrića.

### Cirkularni ček
Cirkularni ček izdaje banka komitenta koji ima kod nje pokriće s ovlaštenjem da ga naplati kod njenih filijala (podružnica) ili banaka s kojima je u poslovnom odnosu (korespondenti), a rok podnošenja na isplatu je 6. mjeseci od dana izdanja.

### Virmanski ček
Virmanski ček je onaj ček kojim trasant nalaže trasatu da određeni iznos novca prenese s njegova (trasantova) žiro-računa na žiro-račun remitenta. 
Trasant, a i svaki imatelj čeka može zabraniti da se ček isplati u gotovom novcu. Radi toga on mora na prednjoj strani čeka, preko sloga napisati "samo za obračun" ili kakav drugi izraz koji znači isto. Oznaka "samo za obračun" ne može se opozvati.

### Barirani ili precrtani ček
Barirani ček je onaj ček koji je s prednje strane precrtan dvjema usporednim crtama može imatelj čeka naplatiti samo preko banke. Ovo precrtavanje može izvršiti bilo trasant bilo imatelj čeka. 
Precrtavanje može bili opće ili posebno. 
Precrtavanje je opće ako između dviju njegovih crta nije ništa naznaćeno ili ako je napisano "banka", odnosno kakav drugi izraz, koji znači isto. 
Precrtavanje je posebno, ako je između njegovih crta napisano ime neke određene osobe. 
Opće precrtavanje može se pretvoriti u posebno, a posebno ne može u opće. 
Brisanje precrtavanja ili imena označene banke smatra se kao da nije obavljeno. 
Trasat koji u slučaju općeg precrtavanja ne isplati ček banci nego kojoj drugoj osobi, ili koji u slučaju posebnog precrtavanja isplati ček kojoj drugoj a ne u precrtavanju označenoj banci, odgovara za nanesenu štetu. Naknada štete ne može biti veća od čekovne svote. 

## Dioba čeka prema načinu određivanja korisnika
Ček može glasiti na ime, po naredbi ili na donositelja. 

## Bitni sastojci čeka
Ček sadrži:
1. oznaku da je ček, napisanu u samom slogu isprave ili ako je ova izdana na stranom jeziku, izraz koji na tome jeziku odgovara pojmu čeka,
2. bezuvjetni uput da se plati određena svota novca iz trasantovog pokrića,
3. ime onoga koji treba platiti (trasat),
4. mjesto gdje treba platiti,
5. oznaka dana i mjesta izdanja čeka,
6. potpis onoga koji je ček izdao (trasant).

Ček koji je plativ u zemlji može se trasirati samo na banku. Ček plativ izvan zemlje može se prema zakonu mjesta plaćanja trasirati i na druge osobe. 
Ako nije naročito određeno vrijedi kao mjesto plaćanja ono mjesto koje je označeno kraj trasatovog imena. Ček u kome nije naznačeno mjesto izdanja smatra se da je izdan u mjestu koje je označeno kraj trasantovog imena. Određivanje kamata u čeku smatra se kao da nije napisano.

## Prijenos čeka
Ček se smije trasirati samo na onu osobu kod koje trasant ima pokriće kojim može raspolagati putem čeka na temelju izričitog ili prešutnog sporazuma s tom osobom. Trasant koji izda nepokriven ček dužan je dati imatelju čeka potpunu odštetu. 
Kao što je već rečeno, ček može glasiti na ime po naredbi ili na donositelja. 
Ček na ime koji sadrži oznaku "ili donositelja" odnosno drugi izraz koji isto znači vrijedi kao ček na donositelja. Isto tako ček bez oznake osobe kojoj se ima platiti (korisnik, remitent) vrijedi kao ček na donositelja. Ček može glasiti i na ime ili po naredbi samog trasanta. 
Ne vrijedi ček na donositelja u kome su trasant i trasat jedna ista osoba. 
Trasant odgovara za isplatu.
Ček na donositelja prenosi se jednostavnom predajom. 
Svaki drugi ček, makar i nije izričito trasiran po naredbi; prenosi se indosamentom. Ček, u kome je trasant stavio riječi "ne po naredbi" ili drugi izraz koji znači isto, prenosi se samo u obliku i s učincima običnog ustupa (cesije). Ček na donositelja može se pretvoriti u ček na ime ili u ček po naredbi odgovarajućim punim indosamentom. 
Indosament mora biti bezuvjetan. Svaki uvjet koji bi bio stavljen smatra se kao da nije napisan. Djelomičan indosament je nevaljan. Nevaljan je trasatov indosament. Indosament "na donositelja" vrijedi kao bjanko indosament. Tko izuzimajući trasata, stavi na poleđini čeka izdanog na donositelja svoj potpis, ne ispisujući odredbu o indosamentu, odgovara kao trasantov avalista. Ček ovim ne gubi osobinu čeka na donositelja. Indosament na trasata vrijedi kao priznanica o isplati. 

## Isplata čeka
Izjava o akceptu, koja bi se stavila na ček, nema čekovno-pravnog učinka. Isplata čeka može se za cijelu čekovnu svotu ili za izvjestan njen dio osigurati jamstvom (avalom). Izuzimajući trasata, ovo osiguranje može dati svaka treća osoba pa i ona koja je ček potpisala. Ček se plaća po viđenju. 
Ček koji se ima platiti u našoj zemlji mora se trasatu podnijeti na isplatu, i to računajući od dana izdanja: 
1. u roku osam dana, ako je mjesto izdanja i plaćanja u našoj zemlji jedno isto,
2. u roku petnaest dana, ako su mjesto izdanja i plaćanja različita mjesta u RH,
3. u roku dvadeset dana ako je ček izdan u bilo kojoj europskoj zemlji,
4. u roku šezdeset dana ako je ček izdan u bilo kojoj zemlji izvan Europe.

Kad se ček trasira iz jednog mjesta na neko drugo mjesto i kada u tim mjestima ne vrijede isti kalendari, onda se dan izdanja dovodi na dan koji mu odgovara u kalendaru, koji vrijedi u mjestu plaćanja, pa se prema tome određuje dospijeće. 
Nemaju nikakvog utjecaja na učinak čeka smrt trasantova ni njegova čekovna nesposobnost za obvezivanje, kad nastupe nakon izdanja čeka. Trasat mora odbiti isplatu čeka ako zna da je nad imovinom trasanta otvoren stečaj.

## Opoziv čeka
Opozivanje čeka djeluje:
1. kad proteče rok koji je određen za podnošenje radi isplate,
2. ako trasant neposredno pošalje ček koji glasi na ime ili "po naredbi" trasatu, s odredbom da ga namiri osobi označenoj u čeku, a opozivanje stigne trasatu prije nego što je ta odredba izvršena.

Kad nema opozivanja, trasatu je dužnost prema trasantu da ček isplati i nakon što proteče rok za podnošenje, osim ako ne postoji drukčiji sporazum. Trasant koji bi nakon isteka roka za podnošenje raspolagao pokrićem, iako nije pravovaljano opozvao ček, odgovara za naknadu štete. 

## Potvrda o isplati
Prilikom isplate čeka trasat može zahtijevati da mu imatelj preda ček s potvrdom na njemu da je isplaćen. 
Imatelj čeka može odbiti djelomičnu isplatu. U slučaju djelomične isplate trasat može zahtijevati da se ona zabilježi na čeku i da mu se uz to izda priznanica na isplaćenu svotu. 

## Regres zbog neisplate
I tu postoji obveza notifikacije kao i kod mjenice. Nema regresa zbog neakceptiranja jer nema niti akcepta. 
Imatelj čeka može ostvariti regres protiv indosanata, trasanta i avalista ako bude odbijena isplata čeka koji je podnesen na vrijeme. Podnošenje na isplatu i neisplatu moraju biti utvrđeni: 
1. javnom ispravom ("protest zbog neisplate"), ili
2. potpisanom izjavom trasatovom na čeku kojom odbija isplatu, s naznačenjem dana kada je ček bio podnesen; izjava se mora u protestnom roku unijeti u registar protesta, u čemu protestno tijelo stavlja potvrdu na čeku, odnosno njegovom alonžu, ili
3. datiranom potvrdom obračunskog zavoda, kojom se utvrđuje da je ček bio podnesen na vrijeme i da nije namiren obračunom.

Protest zbog neisplate mora se podići prije nego što proteče rok za podnošenje na isplatu. Ali, za ček podnesen na isplatu posljednjeg dana roka za podnošenje, ako ne bude isplaćen, protest se može podići još i prvog radnog dana koji za ovim danom dolazi. 

## Umnožavanje
Ček izdan u zemlji, a plativ izvan nje, može se izdati u dva ili više istovjetnih primjeraka. U slogu svakog primjerka mora se staviti njegov tekući broj, ako se to ne učini, svaki primjerak vrijedi kao poseban ček. Ček na donositelja ne može se umnožavati. 

## Zastara
Regresni zahtjevi imatelja čeka protiv indosanata i protiv trasanta zastaruju za šest mjeseci od proteka roka za podnošenje na isplatu. Regresni zahtjevi indosanata jednih protiv drugih i protiv trasanta zastaruju za šest mjeseci od dana kada je indosant iskupio ček ili od dana kada je protiv njega kod suda postupljeno. 

## Tužba
Naplata čeka tužbom – ako regresni dužnici ne bi udovoljili regresnom zahtjevu imatelja čeka, on može protiv njih podignuti regresnu (čekovnu) tužbu u zastarnom roku; na osnovi tužbe sud izdaje platni nalog protiv kojeg se mogu iznijeti prigovori u roku od tri dana, a ako se ne iznesu, platni nalog postaje pravomoćan i izvršan.
Tužba iz temeljnog odnosa :
- umjesto regresne tužbe, imatelj čeka može svoju tražbinu koja je proistekla iz pravnog odnosa, koji je temelj izdavanja ili prijenosa čeka, ostvariti u redovitoj parnici protiv trasanta ili neposrednog indosanta, uz prethodni povrat čeka
- ta se tužba može podići i kad imatelj čeka nije ispunio uvjete za regres ili je regres zastario
- rok za podizanje tužbe je zastarni rok za tražbinu iz osnovnog posla.
- tražbinu iz temeljenog odnosa imatelj čeka može ostvariti i onda kad nisu ispunjeni uvjeti za regres ili je ovaj zastario, ali tada se imatelju od njegove tražbine odbija iznos štete koju je tuženi dužnik pretrpio zbog nepravodobno učinjenog ili zbog propuštenog podnošenja čeka.

## Primjena propisa
Na ček se na odgovarajući način primjenjuju odredbe Zakona o mjenici (NN 74/94).
Za sudsko ostvarivanje čekovnopravnih regresnih zahtjeva vrijede isti propisi o nadležnosti i postupku koji vrijede za mjeničnopravne regresne zahtjeve. 
(Po Zakonu o čeku NN 74/94)

## Vanjske poveznice
- Leksikon na Limun.hr  Arhivirana inačica izvorne stranice od 14. lipnja 2006. (Wayback Machine)
- članak Dr. sc. Halid Konjhodžić[neaktivna poveznica]
- Rječnik pojmova
- Zakon o čeku